# Невольне
Невольне (словац. Nevoľné) — село, громада округу Ж'яр-над-Гроном, Банськобистрицький край, центральна Словаччина, регіон Теков. Кадастрова площа громади — 3,11 км².
Населення 415 осіб (станом на 31 грудня 2017 року).

## Історія
Невольне згадується в 1487 році.

## Населення
| Рік:            | 1994. | 2004.   | 2014.   | 2024.   |
| --------------- | ----- | ------- | ------- | ------- |
| Кількість осіб: | 428   | 423     | 409     | 390     |
| Різниця:        |       | -1,16 % | -3,30 % | -4,64 % |

| Рік:            | 2023. | 2024.   |
| --------------- | ----- | ------- |
| Кількість осіб: | 386   | 390     |
| Різниця:        |       | +1,03 % |